# Мортадело и Филемон
Мортадело и Филемон (исп. Mortadelo y Filemon, также Морт и Фил) – испанская серия комиксов созданная Франциско Ибаньесом.

## Описание
Мортадело и Филемон - пара агентов, и независимо от того, какую миссию им поручают, им всегда удается ошибиться. Результат почти всегда чрезвычайно жесток и чаще всего направлен против Филемона. В TIA (Что в испанском означает «Тётя», пародия на ЦРУ), которая борется с «вражескими организациями», такими как RANA («лягушка») или ABUELA («бабушка»), они взаимодействуют со своим боссом, вспыльчивым суперинтендантом Висенте. С профессором Бактерио, чернобородым ученым-неудачником и с толстой блондинкой-секретаршей Офелией чьи попытки соблазнить Мортадело или Филемона всегда терпят неудачу.

## Эволюция комикса

### Первый этап (1958—1968)
Комикс состоял из черно-белых страниц и был очень коротким. Герои выглядели иначе, чем сегодня. У Филемона был орлиный нос, он носил куртку и шляпу и курил трубку. Мортадело, с другой стороны, носил темные очки и черный зонтик и шляпу, в которых он скрывался. Они были единственными героями, Филемон был начальником отдела новостей, а Мортадело был его единственным сотрудником

### Второй этап (1969—1979)
Приключения Мортадело и Филемона стали длиннее, в комиксе было 44 страницы. Персонажи стали более зрелыми, и можно было определить их личность. Появляются новые персонажи. Ибаньес вводит в свой комикс больше юмористических средств (шуток и т. Д.). Первый более длинный рассказ назывался «El sufato atómico».

### Третий этап (1980—1989)
Это важное изменение, так как каждая страница имеет только 4 разных изображения на одной странице, а не 5, как раньше. Также появляется новый персонаж, Ирма. В 1986–1987 Ибаньес лишился права публиковать комикс в издательстве Bruguera Publishing House.

### Четвертый этап (с 1990 года)
Франсиско Ибаньес восстанавливает права на публикацию. Ирма исчезла из комикса. С 1996 года все события с участием Мортадело и Филемона реальны и касаются того, что происходит в обществе. С другой стороны, рисунки, содержащиеся в комиксе, прорисованы очень подробно.

## Цензура
Во времена Франкистской Испании было заявлено, что и Мортадело и Филемон(Главные герои) были гомосексуалистами, заявив, что два мужских персонажа, живущие в одной квартире, спавшие в одной комнате, Мортадело часто маскировался под женщину, это очень смахивало к гомосексуализму.
Из-за этого Франциско Ибаньес решил добавить героиню по имени Ирма, исчезла в 1990 году.

## Персонажи

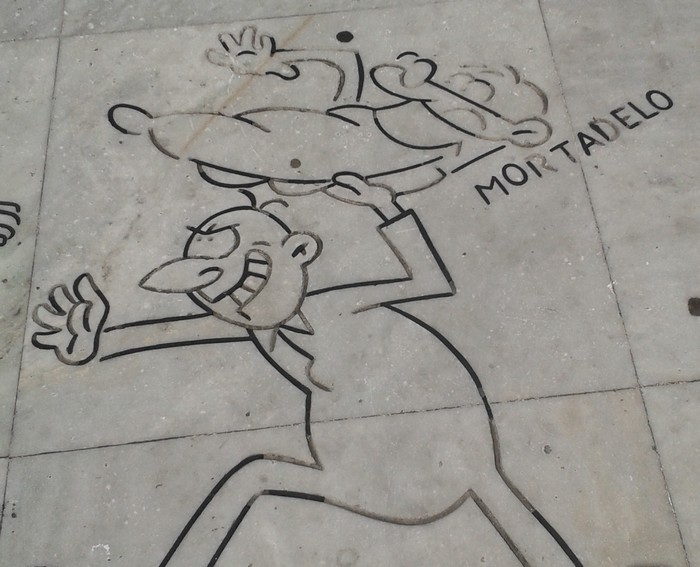
Граффити в Ла-Корунье

- Мортадело, Он же Морт – Старший агент организации T.I.A (Ти Ай Эй). Когда он был молодым у него были длинные волосы, но после эксперимента выращивания волос от профессора Бактерио он облысел. Он всегда ссорится с Филемоном, своим партнером, в основном из-за того, что он склонен все портить. Его имя произошло от колбасы мортаделла.
- Филемон, он же Фил – Партнёр Мортадело, имеет только 2 волоска на своей голове. Он известен своим темпераментом, особенно когда становится жертвой ошибок подчиненных. Несмотря на это, оба хорошие друзья.
- Висенте, он же Эль Супер – Глава организации T.I.A./Ти Ай Эй,всегда носит синий пиджак. Он тяжеловесный человек с огромными усами и он просто для того, чтобы появиться в нескольких сюрреалистических шутках, когда он пытается вернуть своих агентов, когда они сбегают.
- Офелия – Толстая и тщеславная секретарша. Она довольно обидчива из-за того, что ей не везет в отношениях и ее называют толстой; она реагирует с соответствующей жестокостью, когда поднимается любая из тем; и с ее значительным весом это не следует игнорировать.

## На других языках
- араб. شاطر و ماكر‎
- кат. Mortadel·lo i Filemó
- нем. Clever & Smart
- пол. Mortadelo i Filemon
- англ. Mort and Phil

## Телеадаптации
- Мортадело и Филемон (1965)
- Festival de Mortadelo y Filemón (1969)
- Морт и Фил (1994)
- Приключения Мортадело и Филемона
- Мортадело и Филемон. Миссия: спасти Землю
- Сыщики под прикрытием (2014)